# Lenton Point
Der Lenton Point ist eine Landspitze im Süden von Signy Island im Archipel der Südlichen Orkneyinseln. In der Clowes Bay bildet sie den südwestlichen Ausläufer einer kleinen und felsigen Halbinsel und markiert die südliche Begrenzung der Einfahrt zur Lenton Cove.
Wissenschaftler der britischen Discovery Investigations nahmen 1933 eine grobe Kartierung vor. Der Falkland Islands Dependencies Survey (FIDS) vermaß die Landspitze im Jahr 1947 erneut. Das UK Antarctic Place-Names Committee benannte sie 1954 nach Ralph Anthony Lenton (1923–1986), Funker des FIDS auf Signy Island im Jahr 1948.